# Battlestar Galactica: Razor
Battlestar Galactica Razor é um filme estadunidense  de 2007, do gênero ficção científica. É o segundo dos webisodes (episódios exibidos na internet) de Battlestar Galactica antes da estréia da quarta e última temporada da série.

## Enredo
A história ocorre 40 anos antes dos fatos narrados em “Battlestar Galactica”. Quando William “Husker” Adama, era apenas um piloto de Vipers, durante a Primeira Guerra Cylon e os humanos enfrentaram a primeira geração dos Cylos que se revoltaram e lutaram contra os seus criadores. Enquanto Adama e outros pilotos, da Battlestar Galactica, lutam contra os Cylons vêem a Battlestar Columbia ser destruída. Furioso, Adama segue em perseguição a dois Raiders no interior da atmosfera de um planeta. Adama é atingido e cai em uma instalação desconhecida mas, antes destrói o Cylon que o derrubou.
Descobre uma instalação onde os Cylons realizam experiências com humanos. Encontra os restos de experiências que culminariam na criação de Cylons orgânicos, idênticos aos seres humanos.
Ao tentar salvar prisioneiros, que havia descoberto nas instalações, é interrompido quando uma nave Cylon foge do lugar, levando consigo o resultado das experiências. Assim que entra em contato com a Galactica, descobre que foi feito um armistício entre Cylons e humanos, pondo um cessar-fogo na guerra.

## Elenco
- Edward James Olmos.......Almirante William Adama
- Mary McDonnell.......Presidente Laura Roslin
- Katee Sackhoff.......Capitã Kara 'Starbuck' Thrace
- Jamie Bamber.......Capitão Lee 'Apollo' Adama
- James Callis.......Dr. Gaius Baltar
- Tricia Helfer.......Número seis
- Grace Park.......Tenente Sharon Valerii
- Michael Hogan.......Coronel Saul Tigh
- Aaron Douglas.......Chefe Galen Tyrol
- Michelle Forbes.......Almirante Helena Cain